# 2CC2 3001
La 2CC2 3001 est une locomotive électrique du Paris-Orléans, puis de la Société nationale des chemins de fer français (SNCF).

## Histoire
En 1923, dans le cadre de la campagne d'électrification des grandes lignes, la compagnie du Paris-Orléans commande un prototype de locomotive électrique aux constructeurs américains General Electric et Alco. La compagnie souhaite comparer ce modèle avec les productions suisses (SLM Winterthur-BBC) et hongroises (Ganz).

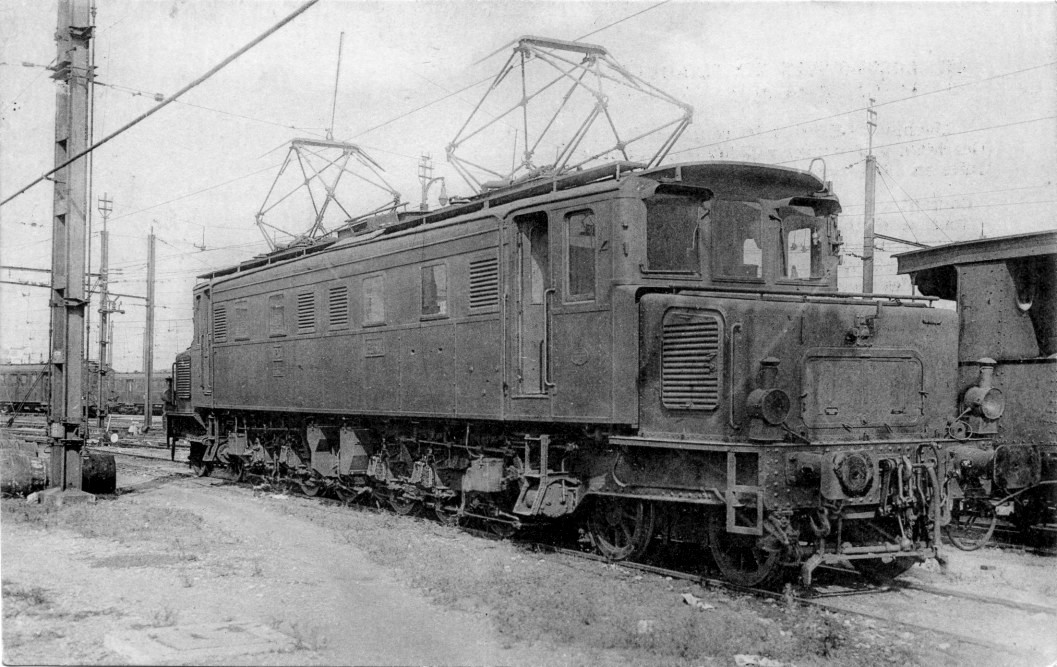
La E 601 après transformation de 1928.

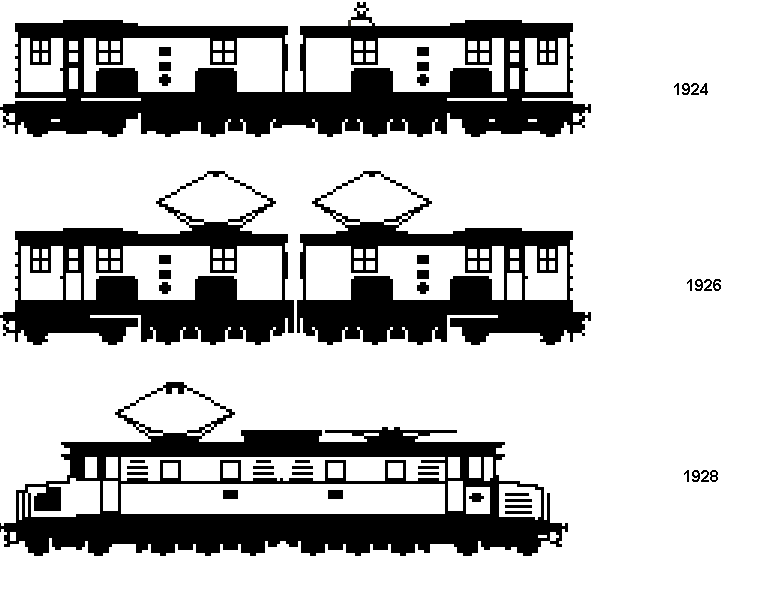
Les états successifs du prototype.

La locomotive, nommée E 601 et construite l'année suivante, est alimentée par un troisième rail. Elle est refondue en 1925-1926 et dotée de pantographes. Lors d'une refonte totale en 1927-1928, elle adopte une caisse et un châssis uniques. Les équipements sont remplacés par des modèles plus fiables. En 1938, la SNCF la rebaptise 2CC2 3001. Elle est réformée en 1950 et mise à la ferraille en 1962.

## Conception
La 2CC2 3001 est une locomotive déjà dépassée, du point de vue technique, au moment de sa mise en service. Les axes des induits des moteurs de traction sont directement les essieux (système sans engrenages « gearless »), ce qui évite tout système de suspension, mais donne une tenue de voie déplorable et une fiabilité moyenne. De plus, les moteurs sont nécessairement petits, donc peu puissants. La locomotive est articulée, avec une caisse en deux parties, qui est remplacée par une caisse unique à capots d'extrémité, lors de la refonte de 1928. La vitesse est alors limitée à 28 m/s (100 km/h). La masse passe à 126 t, avec une masse adhérente de 76,2 t.

## Modélisme
Les trois versions ont été produites, en 1980, par Au Pullman, sous forme d'assemblages de caisses en bronze à monter, fournis sans châssis.